# Yannik Bangsow
Yannik Bangsow (* 21. Februar 1998 in Berlin) ist ein deutscher Fußballtorwart.

## Karriere
Bangsow begann mit dem Fußballspielen im Berliner Umland beim Seeburger SV sowie in seiner Heimatstadt beim SC Staaken und der Tennis Borussia. Er gehörte Auswahlmannschaften des Berliner Fußballverbands an. Anschließend spielte er ein Jahr in der U17 bei RB Leipzig und wechselte danach zu Eintracht Braunschweig. Mit der U17 von RB Leipzig gewann er die B-Junioren-Meisterschaft der Bundesliga Nord/Ost und den Länderpokal. 
In der A-Junioren-Bundesliga 2016/17 war Bangsow erster Torwart der Mannschaft von Eintracht Braunschweig und konnte sich so für seine ersten drei Einsätze in der zweiten Herrenmannschaft in der Regionalliga Nord empfehlen. Darüber hinaus gewann er mit dem Team der U19 den DFB-Junioren-Vereinspokal.
Der U23 gehörte er in der Regionalligasaison 2017/18 fest an und absolvierte 28 von 34 möglichen Partien. Des Weiteren gehörte er dem Profikader der Eintracht an. Ein brutales Foul in einem Spiel der Regionalliga Nord zwang Bangsow dann zu einer Pause. Trotz Tabellenplatz 14, in der Saison 2017/18, der für den Klassenerhalt gereicht hätte, musste Braunschweig II in der Folge durch den Zweitligaabstieg der Profis im Frühjahr 2018 in die Oberliga Niedersachsen zwangsabsteigen. 
Parallel zum Oberligaspielbetrieb wurde Bangsow als Ersatzmann für Marcel Engelhardt in den Profikader integriert. Nach der Ausgliederung der U23 aus dem Nachwuchsleistungszentrum stand Bangsow dann fest im Kader der ersten Mannschaft und erhielt im Vorfeld einen bis 2021 gültigen Profivertrag. Am 15. Spieltag der Drittligasaison 2019/20 konnte Bangsow als Ersatz für den verletzten Stammkeeper Jasmin Fejzić sein Profidebüt geben.
Im September 2020 wurde Bangsow an den Drittligisten Viktoria Köln ausgeliehen. Für die Kölner absolvierte er zwei Partien. Danach kehrte er nach Braunschweig zurück. Zur Spielzeit 2022/23 wechselt Bangsow per Leihe in die  Regionalliga West zu Alemannia Aachen. Im Sommer 2024 verließ er Braunschweig und wechselte zum SV Babelsberg 03, für den er in der Saison 2024/25 zehn Spiele bestritt.
Zur Saison 2025/26 schloss er sich Tennis Borussia Berlin in der fünftklassigen Oberliga an.

## Erfolge
Eintracht Braunschweig
- DFB-Junioren-Vereinspokalsieger: 2017
- Landespokalsieger A-Junioren Niedersachsen 2016

RB Leipzig
- Meister B-Junioren Bundesliga Nord/Nordost 2014//15
- Landespokalsieger B-Junioren Sachsen 2014/15

Tennis Borussia Berlin
- Meister C-Junioren Berlin 2012/13
- Hallenmeister C-Junioren Berlin 2012 (Bester Torwart)[11]